# Proroctví (kniha)
Proroctví (v anglickém originále The Lost Hero) je první kniha ze série Bohové Olympu. Tuto knihu napsal Rick Riordan. Příběh je vyprávěn očima tří lidí: Jasona Graceho, Piper McLeanové a Lea Valdeze. Spolu jsou v Táboře polokrevných a padá na ně tíha velkého proroctví Orákula Rachel Dareové. 

## Děj
Jason se probouzí ve školním autobuse, nemůže si vzpomenout, kdo a kde je, nebo něco o jeho minulosti. Sedí vedle Piper McLeanové a Lea Valdeze, kteří ho znají jménem, a říkají, že jsou jeho přáteli, respektive všichni tři jsou součástí třídy, která jede na exkurzi do Grand Canyonu, a poté, co dorazí, se spolužák Dylan se promění Venti (bouřkový duch) a napadne trio. V nastalém boji, Jason překvapí každého, včetně sebe, když jednu z jeho mincí promění na meč, který použije k boji s bouřkovým duchem. Trenér Hedge, který se odhalí během boje, je satyr. Po té je zajat prchajícím duchem. Po bitvě přiletí létající vůz a zachrání trio, ale ve voze je jen jeden člověk, Annabeth, která je naštvaná, když zjistí, že její přítel, Percy Jackson, chybí. Annabeth hledá Percyho a bohyně Héra jí řekne podívej se na "chlapce s jednou botou", ale ten se ukáže jako Jason, který si botu zničil v boji.
Jason Piper a Leo řekli, že jsou polobozi a jsou přijati do tábora polokrevných, kde se setkají s dalšími řeckými polobožskými dětmi jako jsou oni. Tam je Leo je odhalen jako syn Hefaista, Piper jako dcera Afrodity a Jason jako syn Dia, když ho Héra nazývá jejím mistrem. Jason později zjistí, že je bratr Thalie Graceové,a že Thaliin otec je v podobě řecké, ale jeho případě v podobě římské. Thalia je vůdkyně Lovkyní, Artemidiných oddaných dívek. Krátce poté, co dorazí jsou vybráni na záchranu Héry, která byla zajata. Brzy zjistí, že jejich nepřátelé pracují pro bohyni Gaiu, která chce svrhnout bohy. Během svého pátrání se setkávají s větrným bohem Boreasem, Medeou, králem Midasem. Thalia a Jason se sejdou poprvé od toho, kdy byl Jason sebrán Hérou ve věku dvou let.
Na cestě k Aiolovu hradu, Jason, Leo a Piper se oddělí od Thalie, která slibuje, že se s nimi setká ve Vlčím domě na posledním místě kde viděla Jasona před tímto setkáním. Málem byli zatčeni Aiolem, který byl pod vlivem Gaie, triu se podaří uniknout díky Mellie, Aiolovou bývalou asistentkou. Piper zjistí, že její otec je zajat obry a málem zradí své kamarády. Jason, Piper, Leo a trenér Hedge jdou jejího otce vysvobodit. Nakonec ho vysvobodí a odletí domů helikoptérou. Piper dá otci vypít lahvičku ve které je nápoj, po kterém zapomene všechno co se stalo. Mellie se stane asistentkou Tristana McLeana a Jason,Leo a Piper vyrážejí zachránit Héru.
Héřina energie byla používána, aby probudila krále obrů Porfyriona a matku zemi Gaiu. Jasonova paměť se mezitím začne vracet a vzpomíná si že je hrdina z římského protějšku táboru polokrevných někde poblíž San Francisca, a je synem Jupitera, Diovi římské podoby. Uvědomuje si, že Hera, také známá jako Juno, přeměnila jeho a Percyho Jacksona, který nebude mít žádnou vzpomínku ze svého života. Všichni doufají, že oba dva tábory pro polobohy budou nakonec společně bojovat s obry a porazí bohyni Gaiu.